# モスクワ郊外コンサート会場銃乱射事件
モスクワ郊外コンサート会場銃乱射事件（モスクワこうがいコンサートかいじょうじゅうらんしゃじけん）とは、2024年3月22日にロシアのモスクワ市郊外にあるモスクワ州クラスノゴルスクのコンサートホール、クロッカス・シティ・ホールを、イスラム国ホラサン州（ISKP）のテロリストが襲撃し、銃を乱射して会場に放火したテロ事件である。
ホールではロシアのロックバンド「ピクニック」が公演を開始しようとしていたところであり、武装した4名が集まった約6,000人の観客に対し銃乱射を行い、焼夷装置を用い会場を炎上させた。武装集団は会場から自動車で逃走したが、路上に設置された監視カメラに捉えられたことで、翌3月23日、実行犯4名を含む計11名がロシア連邦保安庁（FSB）によってウクライナ国境に近いブリャンスク州で拘束された。このテロにより145人が死亡し、551人が負傷した。これは、2004年に発生したベスラン学校占拠事件以降、ロシアで最悪の規模となるテロ攻撃である。
ロシア国営メディアおよびロシア大統領ウラジーミル・プーチン含む当局者はこの事件へのウクライナの関与を主張しているが、いかなる証拠も公表されておらず、ウクライナ側は関与を否定している。

## コンサート会場への攻撃

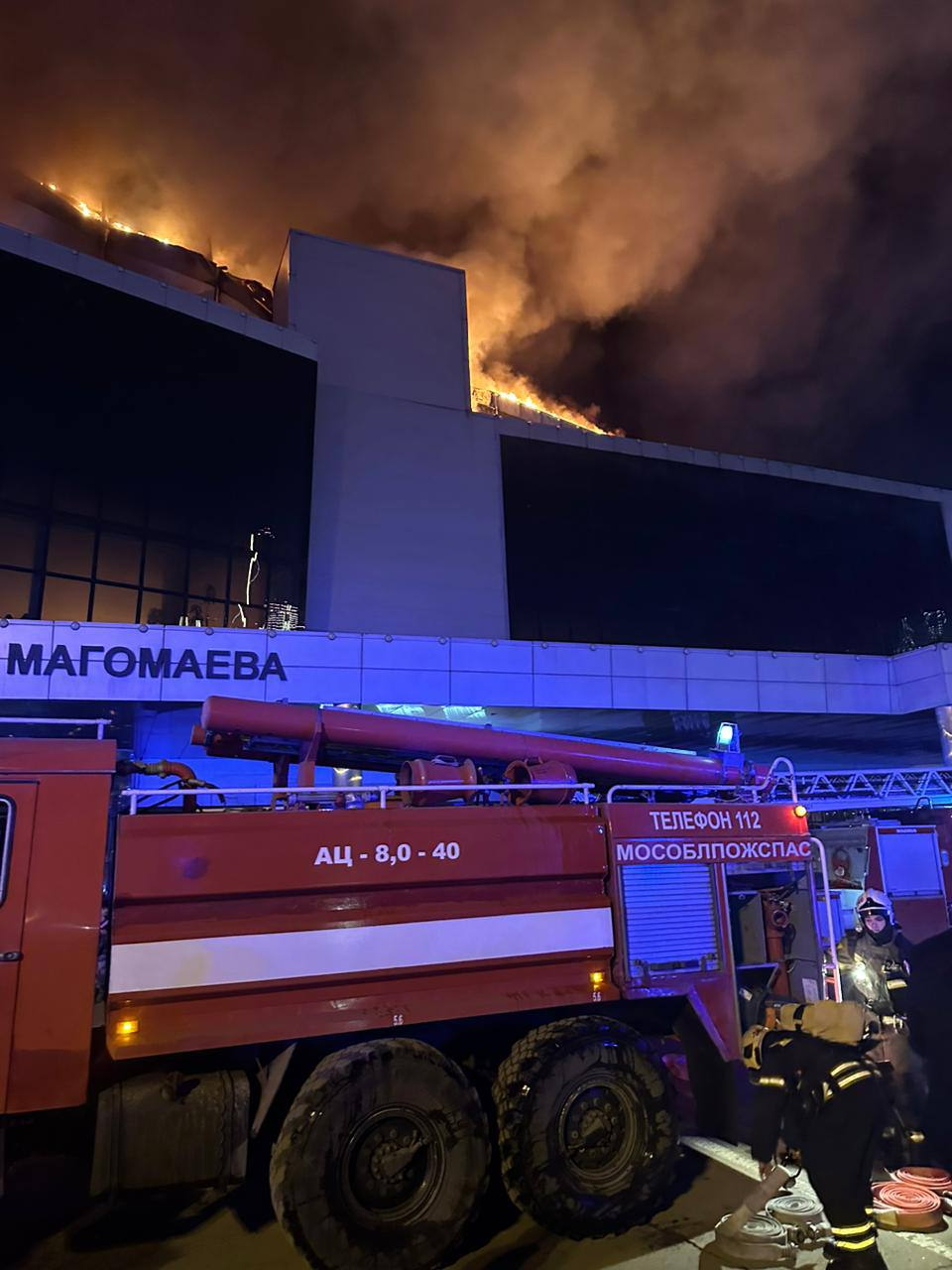
襲撃により火災が発生したクロッカス・シティ・ホール

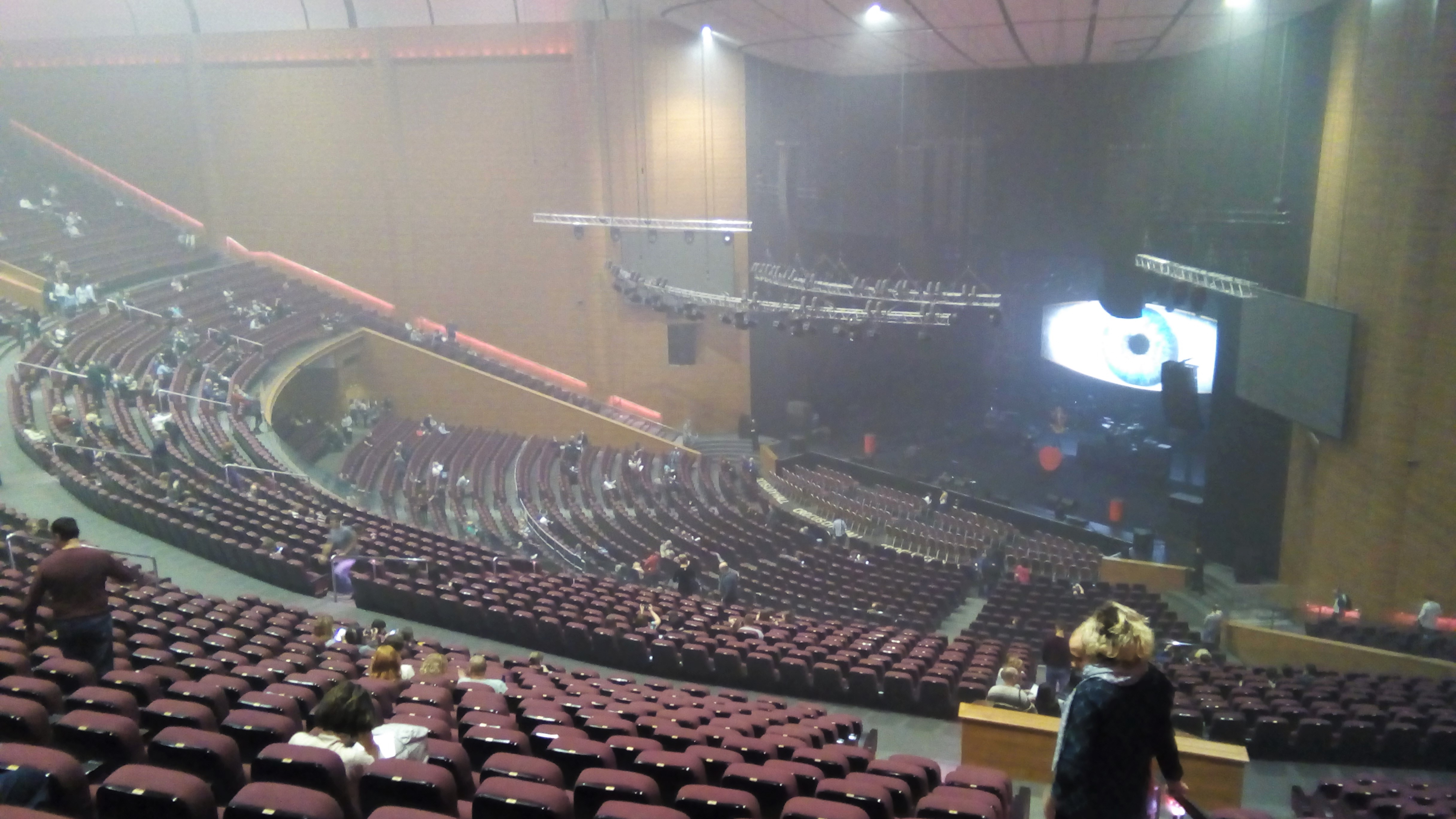
現場となったクロッカス・シティ・ホールのコンサート会場（2019年撮影）

事件当日の2024年3月22日にはロシアのロックバンド「ピクニック」が現場となったコンサート会場でチケット完売の公演を行う予定だった。現地時間20時頃 、ピクニックが演奏を始める前に、戦闘服を着た覆面の戦闘員がアサルトライフルを使用して観客に向けて発砲した。上演が始まろうとしていたため、最初の銃声はショーの一部であると考えた人もいた。襲撃当時、子供や10代の若者たちも社交ダンスの競技会のためにコンサート会場内にいた。コンサート会場の警備員は非武装であり、武装集団の襲撃による死亡者の中には警備員も含まれていたと考えられている。 パートタイムのチェックルームアシスタントである15歳のイスラム・ハリロフは、会場のオフィススペースからの出口を案内し、100人以上のコンサート来場者を救うのに貢献したと伝えられている。彼は同僚の3人、14歳のアルチョム・ドンスコフ、ニキータ・イワノフ、そしてもう一人から助けを受けた。
ある目撃者は、襲撃犯はひげを生やした男だったと証言した。 BBC Verifyによって検証された映像には、覆面をした武装集団が玄関ホールやコンサート会場で無差別に発砲する様子が映っていた。テレグラムに投稿された他の映像には、軍服を着て野球帽をかぶった男たちが、悲鳴を上げる群衆に向けて発砲する様子が映っていた。 3月23日にIS-KPはアマク通信を通じて、銃撃と犠牲者の喉を切り裂く様子を映した動画を公開した。動画では、襲撃者らはコンサート会場入り口の外で観客を銃撃しているように見え、襲撃者たちが「来い、早く来い」「アサルトライフルを持ってこい、アサルトライフルを持ってこい」「奴らを殺せ、容赦するな」と叫ぶ声がアラビア語字幕とともに示されていた。襲撃者は被害者を射殺した後、まだ生きている負傷した被害者の喉を切り裂くが、被害者は録画前にカメラの外で撃たれた。殺害後、アラビア語の字幕で、襲撃者の一人が「異教徒はアッラーの恵みによって打ち負かされた。アッラーは偉大である。異教徒は敗北した。我々はアッラーのために出て行った」と述べたと伝えられている。
現地時間21時32分に爆発音が報告され、続いて22時頃に屋根の一部が崩壊した。モスクワ州知事であるアンドレイ・ヴォロビヨフは、ホールの屋根が崩壊したと主張した。最初の報道の中には、武装集団が建物内に立てこもったとするものもあった。

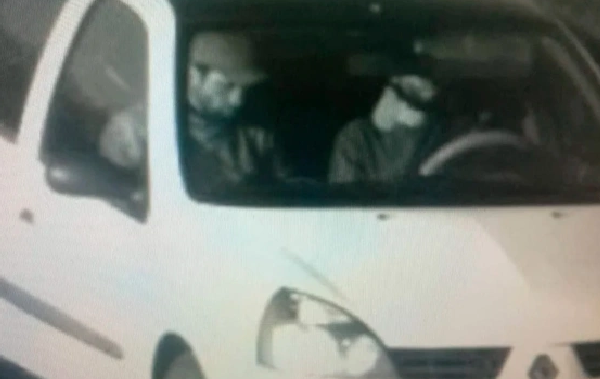
ロシア国家親衛隊が公開した監視カメラに捉えらえた実行犯と思われる人物

ベラルーシのメディアNextaによれば、緊急対応特殊課（SOBR）と特別任務機動隊（OMON）の特殊部隊が現場に派遣され、特殊部隊は銃撃開始から1時間以上後に現場に到着した。ヴォロビヨフ知事は状況に対処するための特別部隊を設置するために現場に向かった。ロシア国家親衛隊も襲撃者捜索のために派遣され、白いルノー車で逃走する襲撃者と思われる人物の写真が投稿された。
生存者の避難はドクターヘリによって行われ、70人の救急隊員が出動したと伝えられている。人数は不明だが、ステージから駐車場に逃げた人もいれば、屋上に逃げた人もいた。当局は地下室に隠れていた約100人を避難させた 。消防士たちは火災の延焼を阻止した。燃え盛る屋上に水をかけるために3機のヘリコプターが出動した。
ヴォロビヨフ知事は3月23日7時までに火はほぼ鎮火し、ホールの屋根が崩壊したと発表した。翌日モスクワ州知事が公開したビデオでは、コンサートホールの屋根と上層部が完全に崩壊し、建物が広範囲に被害を受けたことが示された。

## 死傷者

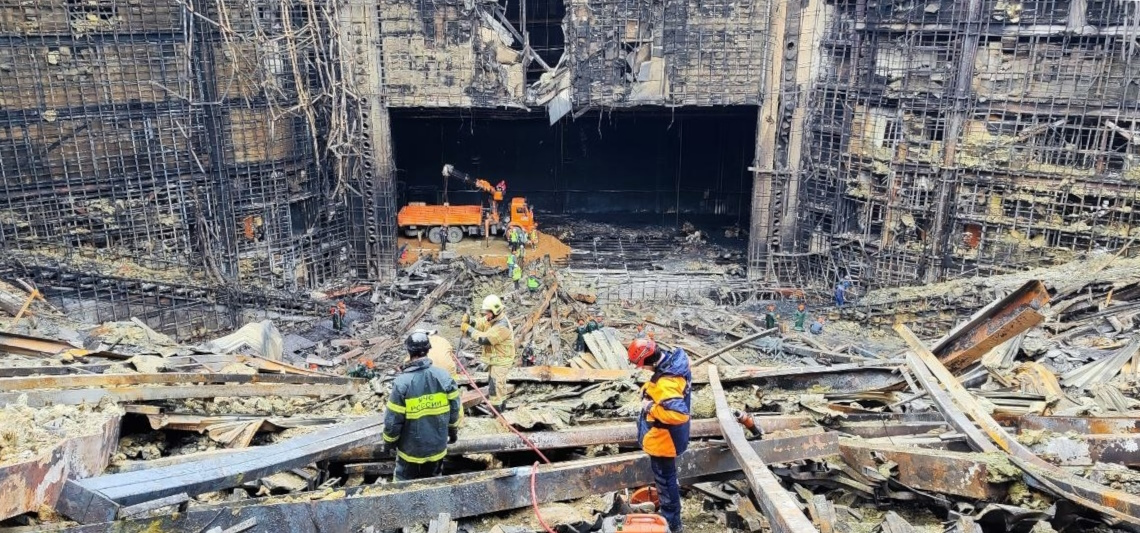
火災によって崩落したクロッカス・シティ・ホール

このテロ攻撃により145人が死亡、551人が負傷した。銃による傷のほかに、死亡者の一部は煙の吸入によって引き起こされた。ロシア保健大臣のミハイル・ムラシュコによると、この襲撃で子供5人が負傷した。 少なくとも3人の子供が死亡し、最高齢の死亡者は70代と推定された。犠牲者のほとんどはクラスノゴルスクやヒムキなどモスクワ北西端の出身だった。
ピクニックのメンバーは後にインスタグラムに、自分たちとその関係者は「生きていて安全」であると投稿し、タス通信は彼らが避難したと報じた。

## 捜査
11人が拘束され、そのうちの実行犯4人はウクライナ国境に近いブリャンスク州で逮捕された。ロシア調査委員会は、この攻撃に対する犯罪テロ捜査を開始した。
ロシア連邦議会国家院 (下院) のアレクサンダー・ヒンシュテイン副議員は、拘束中の人物の車からタジキスタンのパスポートが発見されたと述べた。ロシア連邦保安庁は襲撃犯4人がタジキスタン国民であることを特定したと発表した。また、当局は後に、襲撃犯の中にロシア国民はいなかったと述べた。テレグラム上の短いビデオには、 容疑者の1人で30歳のラジャブ・アリザデがロシア連邦保安庁 (FSB) 職員によって拷問を受け、耳を切り取られ、強制的に食べさせられる様子が映されていたとされる。ロシア国営メディアが公開した別の取り調べビデオの中で、ファリドゥン・シャムスッディンとされる25歳の容疑者は、100万ルーブル（約160万円）と引き換えに襲撃に参加したと述べ、その半分は前金として既に受け取ったと主張した。

## 容疑者
FSBは、この銃撃事件に関連して11人が逮捕され、2024年3月26日現在、そのうち8人が出廷したと発表した。

### 銃撃者(実行犯)
4人のタジキスタン国民が銃撃事件を実行したとして告発されている。
ダレルホン・バロトヴィッチ・ミルゾエフ
1991年11月23日生まれ（32歳）。タジキスタン出身のミルゾエフはノボシビルスクで3か月間の仮登録を取得していた。しかし、RIA Novostiは、彼の登録が期限切れになったと報告した。
サイダクラミ・ムラダリ・ラチャバリゾダ
1994年2月4日生まれ（30歳）。裁判所に対し、ロシアの登録書類を所持しているが、その所在を思い出せないと証言した。彼は通訳を介してコミュニケーションを取った。ヴァハダートの町で生まれ育った彼は、学校を9年生の時に中退し、宗教教育を受けなかった。ロシアに移住する前、彼は町の家具工場で働いていた。
シャムシディン・ファリドゥニ
1998年9月17日生まれ（25歳）。タジキスタン出身で、ポドリスクの工場に正式に雇用され、クラスノゴルスクで登録された。ロシアに移住する前、彼はタジキスタン北部の街ギッサールのパン屋で働いていた。彼はタジキスタンにいる時に性犯罪で投獄され7年間服役したのちに、2020年に釈放された。彼は、テレグラムで「トルコの説教者」から連絡を受けたと述べた。数人を殺した功績で10,500ドルを支払うと約束した。彼は2022年に結婚し、生後8か月の息子がいる。ファリドゥーニはアブドゥロー・ザルガロフとアブ・アブドゥロー・ザルガルの名前でソーシャルメディアアカウントを所有し、そこでイスタンブールと市内のファティ・モスク近くでの自分の写真を投稿した。
ムハンマドソビル・ザキルヨノヴィチ・ファイゾフ
2004年5月20日生まれ（19歳）。車椅子に乗って無反応状態で出廷。ファイゾフは以前イヴァノヴォの理髪店で働いていたが、一時的に失業し、同市に登録していた。母親によると、彼は宗教教育を受けておらず、定期的に祈っておらず、中国への留学を計画していたという。ファイゾフは2016年、12歳のときにIS旗の絵を自身のVKontakteページに投稿した。

### 共謀者
アミンチョン・イスロイロビッチ・イスロモフとディロヴァル・イスロイロビッチ・イスロモフ、そして彼らの父親であるイスロイル・イブラヒモビッチ・イスロモフ
トヴェリ州在住とされる集団。ディロヴァル容疑者は、犯人が使用した逃走用車の前所有者であるとノバヤ・ガゼタ・ヨーロッパ紙で報道されたが、同紙は名前を公表していない。ディロヴァル容疑者は、襲撃の1週間前にその車を売却し、犯行現場でそれを見てショックを受けたと述べた。親族によると、ディロヴォルと別の親族が事件に関連して警察に通報したという。メディアゾナによると、アミンチョンは法廷で襲撃への関与を否定した。レドフカによれば、これらの人物のうちの1人はロシア国民であった。
アリシェル・ハタモビッチ・カシモフ
キルギスタン生まれの32歳のロシア国民。カシモフはモスクワ州アビトにある自身のアパートを襲撃犯容疑者4人に貸していたことを認めた。

## 実行組織

### イスラム国ホラサン州
ISKPはコンサート会場襲撃の直後、テレグラム経由でアマク通信社が発表した声明で犯行声明を出し、攻撃者らは「安全に基地に退却した」と述べた。この過激派組織は、アフガニスタンを中心とした南中央アジアで活動する国際テロ集団であるイスラム国の地域支部である。米国当局者は、ISKPが都市への攻撃を計画していたことを示す情報を入手したと述べた。2024年3月23日にISKPは攻撃者の写真と攻撃に関する完全な報告書を発表した。

### ロシアによるウクライナ関与疑惑
ロシアのプーチン大統領とロシア連邦保安庁は、コンサート会場を襲撃したテロリストらがロシアとウクライナの国境を越えようとしており、「ウクライナ側」と接触していると主張した。ウクライナは攻撃への関与を否定した。ウクライナの高官はFSBの主張は「非常に疑わしい、原始的な」偽情報であると述べ、国境が兵士とドローンによって厳重に警備されており、多くの場所で地雷が設置されていることを主張した。また、国境を攻撃し、常に両側から砲撃を受けている。ウクライナはロシアが攻撃を画策したとして非難した。アメリカ政府は、ウクライナの関与の兆候はないと述べた。ウクライナに本拠地を置く過激派組織ロシア義勇軍団とロシア自由軍団は攻撃への関与を否定した。ラトビアに本拠を置くロシアの報道機関メドゥーザは、ロシアの親政府メディアと国営メディアは、ウクライナ関与の可能性のある「痕跡」を強調するようロシア政府から指示を受けていると報じた。

## 余波

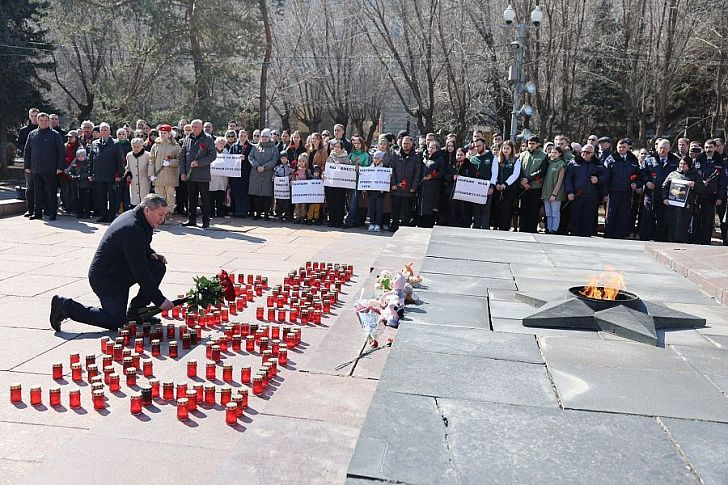
ヴォルゴグラード州での攻撃の記念碑

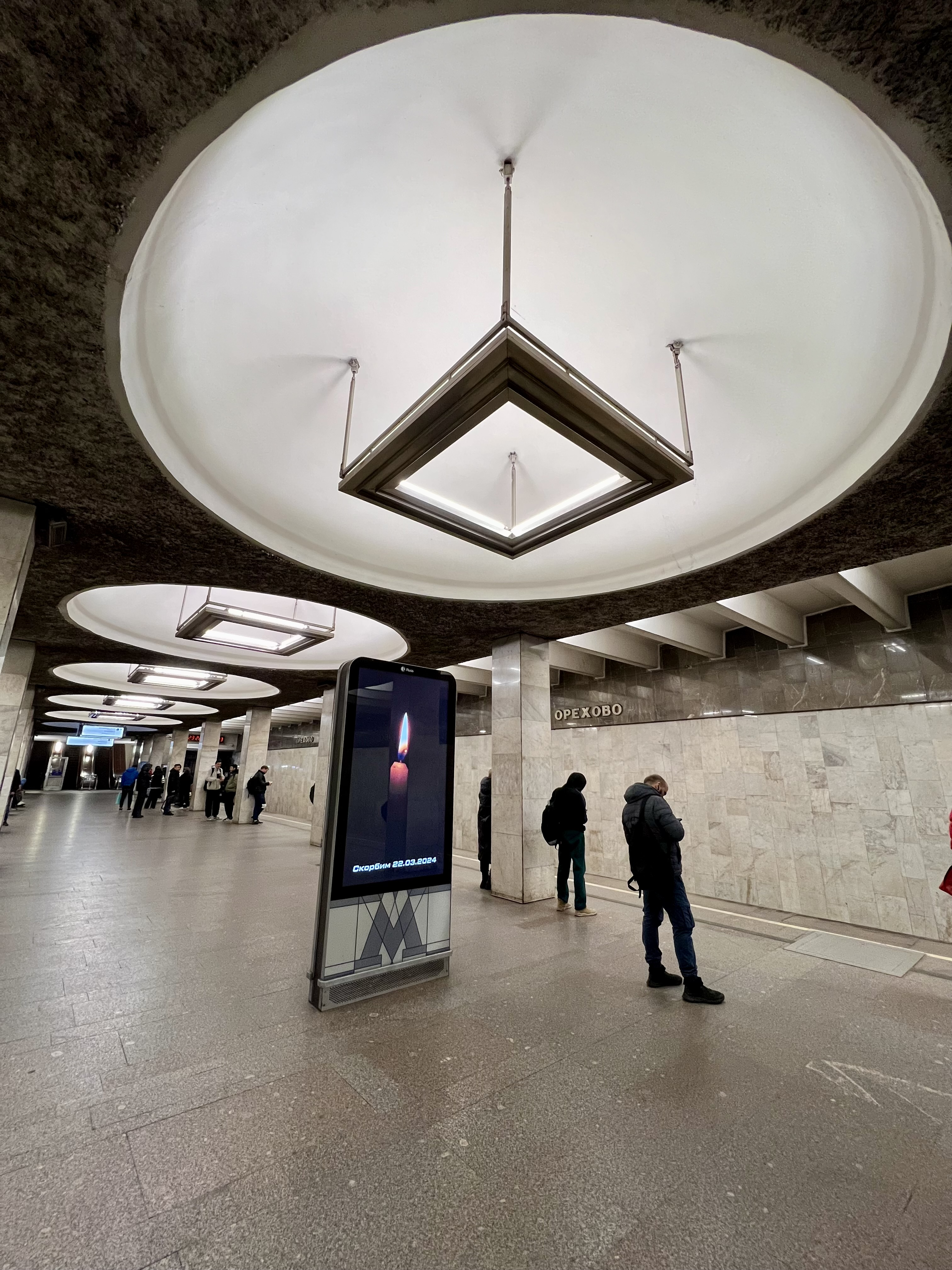
モスクワ地下鉄の看板に一本のろうそくを映した動画 (2024年3月23日)

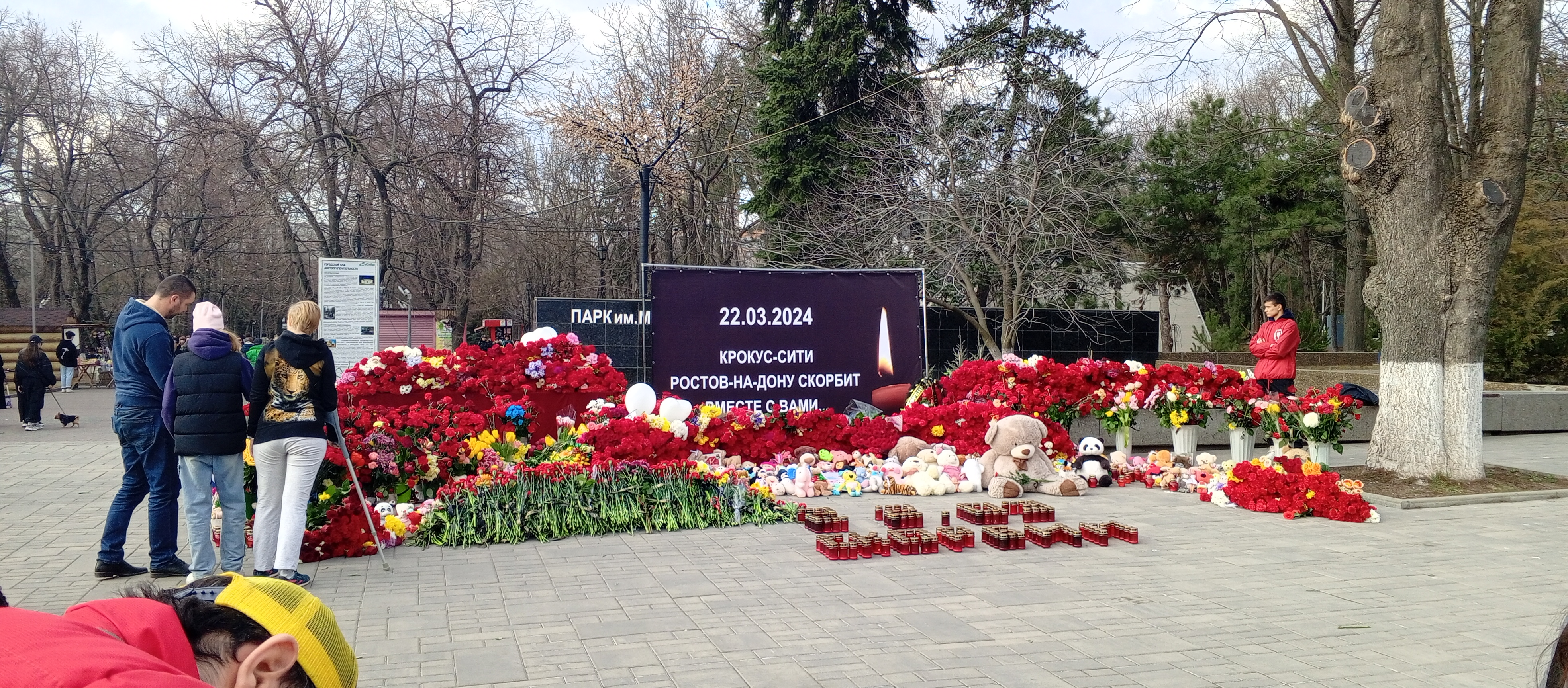
ヴォルゴグラード中心部のソ連兵記念碑近くでの死者の追悼式 (2024年3月24日)

警察の規制線にもかかわらず、襲撃後、通行人はコンサート会場の外に追悼の手を差し伸べ、一方モスクワの広告看板にはろうそくの灯と「私たちは追悼する」というメッセージを記した追悼ポスターが掲示された。 3月24日に重機が銃撃事件が発生した現場の瓦礫や構造物の撤去を開始した。攻撃の犠牲者のための仮の記念碑もロシア全土の都市に建てられた。3月25日にコンサート会場を運営していたアラス・アガラロフのクロッカス・インターナショナル会社に属する3つのショッピングモールが無期限に閉鎖された。
3月23日に国民向けの演説でプーチン大統領は、3月24日を攻撃犠牲者に対する国家追悼の日とすることを発表し、責任者を処罰すると誓った。プーチン大統領はまた、ナチスと比較した襲撃犯は全員逮捕されたと述べ、襲撃犯はウクライナ国境に侵入しようとしていたと主張し、そこでウクライナ国境に「窓」が用意されていると述べた。 しかし、2024年3月26日にベラルーシのルカシェンコ大統領は、攻撃者らは最初ベラルーシに逃げようとしたが、攻撃後に国境警備が強化されたため逃げたと述べた。
モスクワ市長のセルゲイ・ソビャニンは市内での週末のイベントをすべてキャンセルし、市内の空港や鉄道、地下鉄の駅の警備が強化された。その後、ロシア文化省は全国的なイベントを中止した。サンクトペテルブルクではショッピングセンターが閉鎖され、レニングラード州は厳戒態勢となった。国内最大の輸血施設であるモスクワのガブリロフ血液センターやその他の医療施設では、少なくとも3,000人が犠牲者のために献血した。ズベルバンク、ソフコムバンク、ホームバンクは融資を解決し、襲撃で死傷した顧客の家族の債務を軽減することを約束した。
何百人ものコンサート来場者を救った功績により、15歳のイスラム・ハリロフはロシア・ムフティス評議会からロシア・イスラム教徒の「功績」勲章を授与された。また、ラッパーのモルゲンシュテルンから100万ルーブル（1万785ドル）を受け取った。彼の家族はキルギスからのイスラム教徒移民であった。
3月25日に予定されていたロシア対パラグアイのサッカー親善試合は襲撃事件のため中止となった。

## 反移民感情
ロシアにはタジキスタンを含む中央アジアからの移民労働者が多数いる。彼らは保障のない単純な仕事に就いていることが多いが、ロシアの賃金は祖国よりも良い事が多い。2022年にロシアがウクライナに侵攻して以来、住居やホステルへの襲撃、不法移民の強制送還、ロシア軍への徴兵に対する恐怖が頻繁に起きている。クロッカス市庁舎襲撃事件後、タジキスタン移民の不安定な立場がさらに悪化した。この攻撃を受けて、中央アジアの国キルギスは自国民の不必要なロシアへの旅行に対して警告した。
NGO北カスピ海研究所の報告書によると、この襲撃とロシアメディアによる報道により、ロシア人の排外主義的・反移民的な態度が高まったという。ロシアの主要都市でタクシー運転手として働くタジキスタン移民らは、客が民族性を理由に同乗を拒否したと報告している。モスクワのタジキスタン人バリスタは、襲撃犯容疑者と同じ国籍であることを理由に2度にわたり言葉による嫌がらせを受けた。ヴォルゴグラードや他のいくつかの都市では、警察が中央アジアからの労働移民を収容したとされる安宿を強制捜査した。モスクワでは3月24日、「追悼の日にタジク人とウズベク人に対する警察の大規模捜査」を理由に、地方政府職員が移民の街頭清掃員らに外出しないよう勧告した。ブラゴヴェシチェンスクでは中央アジア系労働者が占拠していた新聞販売店での襲撃事件が報じられた。キルギスタン外務省とモスクワのタジキスタン大使館は、この報道を受けて国民に渡航警告を発した。
レドフカなどいくつかの親ロシア報道機関は、「タジク人全員がテロリストというわけではない」「ロシアの民族間の調和を乱し、私たちを憎しみ合うようにすることが、私たちの真の敵であるウクライナと西側諸国の目標である」というメッセージを送り始めた。しかし、多くのロシア民族主義者はレドフカ紙が「タジキスタンのメディア」になったと非難した。
3月24日にロシア国家院議員ミハイル・シェレメット（統一ロシア）は、ロシアが「特別軍事作戦」（クレムリンがウクライナ侵攻と呼ぶ）を終了するまで全面入国禁止の導入を求めた。シェレメットによると、ロシアに入国する外国人はテロリストまたは破壊工作員であると疑われる可能性がある。
ラチャバリゾダの耳を切り落とすために使用されたナイフは、極右の準軍事組織ルシッチ・グループのメンバー、エフゲニー・ラスカゾフ（Evgeny Rasskazov）によって競売にかけられ売却された。

## 国際社会の反応

### ロシアの反応
- ロシアのウラジーミル・プーチン大統領は、 攻撃で負傷した人々の早期回復を祈り、犠牲者の治療に携わった医師たちを称賛した。
- ロシア正教会のキリル総主教の報道官は「死者の魂の平和を祈っている」と述べた[127][128]。
- ロシア外務省報道官のマリア・ザハロワは、この攻撃を「巨大な犯罪」と呼び、国際社会に非難するよう呼び掛けた[129][130]。

### 各国首脳
- ウクライナ大統領府顧問のミハイロ・ポドリャクはこの事件への関与を否定している[12]。
- 日本の外務省報道官は銃乱射事件を非難する談話を発表し、「わが国はこのような一般市民に対する攻撃を断固として非難する。ご遺族に哀悼の意を表し、負傷者に心からお見舞いを申し上げる。」と記した[131]。
- アメリカ合衆国
  - 国家安全保障会議のワトソン報道官は今月上旬にロシアの首都モスクワでのテロ攻撃計画の情報を入手し、ロシア当局と共有していたと明らかにした[132]。そして「ウクライナの関与は一切なかった」と述べ、実行犯とのつながりを示唆するロシアの主張を否定した。3月7日にはモスクワのアメリカ大使館はテロ攻撃の潜在的危険があるとしてホームページ上に警告文を掲載、警告文には「48時間以内は多数の人が集まる場所を避けるべき」、「過激主義者がモスクワの多人数が集合する場所を標的にした差し迫った計画を把握している」と記述された[133]。
  - ブリンケン国務長官は3月23日に声明を出し、モスクワ郊外で発生した銃乱射事件について「テロ攻撃を強く非難する」と表明した。また、「あらゆる形態のテロを非難し、悲しみに暮れるロシアの人々と連帯する」と強調した。
  - ジャン・ピエール米大統領報道官も声明を発表し、犯行声明を出した過激派組織「イスラム国」（IS）を名指しして「共通の敵だ」と批判した。
- ベラルーシのルカシェンコ大統領がロシアのプーチン大統領と電話会談を行ったと国営タス通信が3月23日に報じた。ルカシェンコはプーチンに哀悼の意を示し、「テロとの戦い」で協力することを確認したという。
- 中国の習近平共産党総書記がプーチンへの見舞いの電報を送った。犠牲者へ哀悼の意を示し、「中国は国家の安全と安定を維持するためのロシア政府の取り組みを断固として支持する」と伝えたという。
- ハンガリーのオルバン首相は自身のX（旧ツイッター）で犠牲者に哀悼の意を示した。
- ドイツのショルツ首相は自身のX（旧ツイッター）で犠牲者に哀悼の意を示した。
- 北朝鮮の金正恩労働党総書記は事件を受け、プーチンに見舞い電を送った。正恩は「深い哀悼」の意を示した上で、「極悪非道なテロ行為は正当化できない」と非難した。朝鮮中央通信が24日報じた。正恩は「ロシアの人々が受けた不幸と悲しみを自分の痛みとして捉える」として連携を表明。「一日も早く被害を乗り越え、遺族と被害者に安定が訪れることを心から願う」と謹んだ。
- フランスのエマニュエル・マクロン大統領は「強く非難する」と語った[134]。3月24日、フランス政府はテロ警戒レベルを最高レベルに引き上げた。ガブリエル・アタル首相は、その理由の一つとしてクロッカス・シティ・ホールの銃乱射事件があったとしている。[135] 4月3日、フランスのセバスティアン・ルコルニュ国防大臣とロシアのセルゲイ・ショイグ国防大臣で電話協議が行われた際、今回の銃撃事件がフランスとウクライナの共謀によるものではないかと暗示するロシア側の発言に関して、エマニュエル・マクロン大統領は、「ばかげている」、「実に奇異で脅迫的だ」として告発を退けた。[136]
- アフガニスタン - ISKPの本拠地であり、2015年からISと戦争を続けているタリバン主導のアフガニスタン政府は、今回の攻撃を「人間のあらゆる基準に対するあからさまな違反」と呼び、自国と近隣諸国との協力を呼び掛けた[137]。

### 国際機関
- ICPOのストック事務総長は自身のX（旧ツイッター）で攻撃を批判し、「インターポールはロシア政府に捜査の協力をする準備がある」とした[138]。
- 国際連合のアントニオ・グテーレス「テロ攻撃であり、最も強い言葉で非難する」との声明を発表。日本が議長国を務める国連安全保障理事会は報道声明を出し「卑劣で臆病なテロ攻撃だ」と糾弾した[134]。「テロは国際社会と安全への最も深刻な脅威だ」とも指摘した[134]。